# چیمبورازو

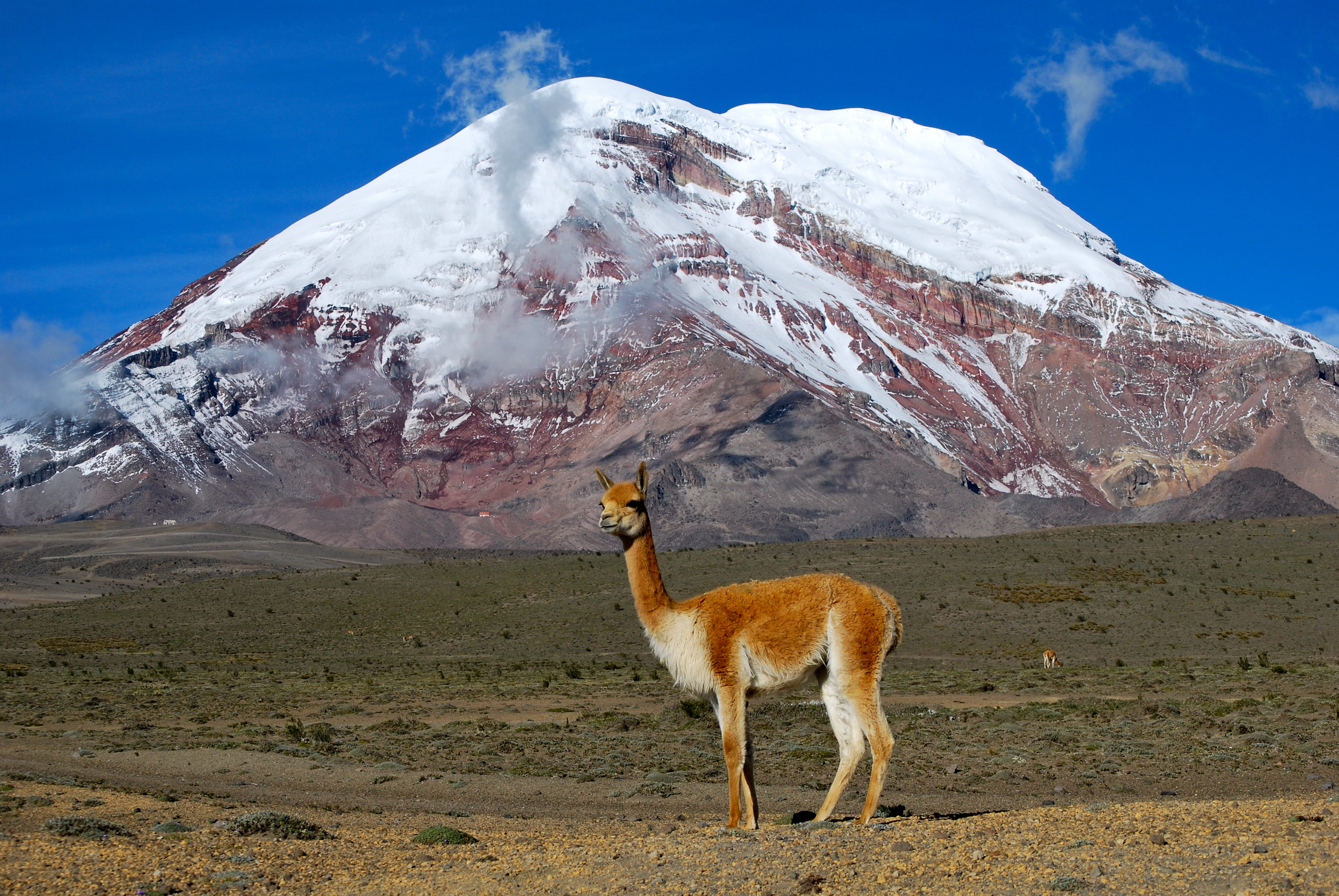
یک شترچه در آتشفشان چیمبورازو

آتشفشان چیمبورازو (به اسپانیایی: Chimborazo) که در زبان اسپانیایی چیمبوراسو تلفظ می‌شود، آتشفشان چینه‌ای غیرفعالی واقع در کوه‌های آند در مرکز اکوادور در آمریکای جنوبی است. این آتشفشان که ارتفاع آن تا ۶٬۱۳۰ متر نیز اندازه‌گیری شده‌است بلندترین نقطه در اکوادور است.

## مشخصات
آتشفشان چیمبوراسو در رشته‌کوه کوردیرا اوکسیدنتال در کوه‌های آند در جنوبی‌ترین نقطهٔ مکانی موسوم به «خیابان آتشفشان‌ها» در ۳۰ کیلومتری شمال غربی شهر ریوبامبا قرار دارد. این کوه که بلندترین قله و آتشفشان در اکوادور است و بلندترین کوه جهان از لحاظ ارتفاع از مرکز زمین است پوشیده از یخچال بوده و قلهٔ آن نیز از ارتفاع تقریباً ۴٬۷۰۰ متری به بالا همواره پوشیده از برف است.
چیمبورازو عمدتاً از مواد آندزیتی-داسیتی متعلق به دوران پلیوسن تا پلیستوسن تشکیل شده‌است. این کوه که دارای دهانه‌های بسیاری است در حدود ۳۵٬۰۰۰ سال پیش فروریخت و بهمن واریزه‌ای عظیمی را به‌وجود آورد که رود ریو چامبو را برای مدتی مسدود ساخت و دریاچه‌ای موقتی ایجاد شد. همچنین نهشته‌های این بهمن در زیر شهر ریوبامبا قرار گرفته‌است. فوران‌های بعدی آتشفشان بیشتر ماهیت آندزیتی داشته و سه سازه را در امتداد مسیری شرقی-غربی به‌وجود آوردند که جوانترین و غربی‌ترین آنها، قلهٔ امروزی چیمبورازو را تشکیل می‌دهد.
پس از این فعالیت‌های آتشفشانی، چیمبورازو برای مدتی در اواخر دوران پلیستوسن بدون فعالیت بود تا آنکه بار دیگر در دورهٔ هولوسن فعال شده و در این دوران بیش از نیم دو جین بار دیگر فوران کرد.
چیمبورازو را معمولاً با کوه کوتوپاکسی که در نزدیکی آن قرار دارد مرتبط می‌دانند هرچند که این دو آتشفشان از نظر شکل با یکدیگر تفاوت دارند.

## تاریخچه اکتشاف و صعود
چیمبورازو نخستین بار در سال ۱۸۰۲ توسط الکساندر فون هومبولت، جغرافی‌دان و سیاح آلمانی مورد کاوش قرار گرفت و او توانست تا ارتفاع ۵٬۸۷۸ متری کوه بالا رود. اما نخستین کوهنوردی که توانست با موفقیت به قلهٔ آتشفشان برسد، ادوارد ویمپر بریتانیایی بود که دو بار در سال ۱۸۸۰ آن را فتح نمود.

## دورترین نقطه از مرکز زمین
قلهٔ کوه اورست بالاترین نقطه از سطح دریا است اما قلهٔ چیمبورازو دورترین نقطهٔ سطح از مرکز زمین است.پس از چیمبورازو، اوآسکاران با فاصلهٔ اندکی در رتبهٔ دوم قرار دارد. این پدیده به دلیل شکل خاص کرهٔ زمین است که در ناحیهٔ استوا، ضخیم‌تر است (دارای شکم دادگی است).
به دلیل شکل خاص کره زمین، شعاع کره زمین در استوا بیشترین مقدار است. چیمبورازو فقط یک درجه با استوا فاصله دارد در حالیکه این مقدار برای اورست (بلندترین قله جهان) ۲۸ درجه است. فاصله قله چیمبورازو از مرکز زمین ۶٬۳۸۴٫۴ کیلومتر است و این فاصله برای اورست ۶٬۳۸۲٫۳ کیلومتر است که دقیقاً ۲٬۱۶۸ متر از اورست بیشتر است.